# أندريه رينارد
أندريه رينارد هو نقابي وسياسي بلجيكي، ولد في 25 مايو 1911 في فالنسيان في فرنسا، وتوفي في 20 يوليو 1962 في سيراين في بلجيكا. نشط حزبياً في الحزب الاشتراكي البلجيكي ‏.

## وصلات خارجية
- الموقع الرسمي